# Chiesa di Maria Santissima Assunta (Arnesano)
La chiesa di Maria Santissima Assunta è la parrocchiale di Arnesano, in provincia e arcidiocesi di Lecce; fa parte della vicaria di Monteroni di Lecce.

## Storia
Le prime attestazioni della presenza della chiesa, originariamente dedicata a Santa Maria delle Grazie e sorta probabilmente verso la metà del XVI secolo, risalgono al 1581.
Tra il 1651 e il 1657 l'edificio venne rimaneggiato con l'aggiunta dei bracci del transetto, in modo che assumesse una pianta cruciforme; tra il 1752 e il 1753 la parrocchiale fu interessata da un rifacimento che la trasformò a tre navate e in quest'occasione si provvide pure a realizzare il coro.
Nel 1884 la chiesa venne danneggiata da un incendio, in seguito al quale si rese necessario un generale intervento di ristrutturazione.
In ossequio alle norme postconciliari, la parrocchiale fu dotata nel 1962 dell'ambone e dell'altare rivolto verso l'assemblea; la facciata venne restaurata nel 1998 e nel 2005 una ristrutturazione interessò l'intero edificio.

## Descrizione

### Esterno
La facciata a salienti della chiesa, rivolta a sudovest, è suddivisa da una cornice marcapiano aggettante in due registri, entrambi abbelliti da lesene; quello inferiore, più largo, presenta centralmente il portale maggiore, affiancato da due nicchie con statue, e ai lati gli ingressi secondari, sormontati da una finestrella quadrilobata ciascuno, mentre l'ordine superiore è caratterizzato da una finestrella murata e dal coronamento mistilineo.
Annesso alla parrocchiale è il campanile a base quadrata, costruito nel XVIII secolo; la cella presenta su ogni lato una monofora a tutto sesto.

### Interno
L'interno dell'edificio è suddiviso in tre navate da pilastri sorreggenti degli archi a tutto sesto, sopra i quali corre la cornice modanata e aggettante su cui si impostano le volte lunettate; al termine dell'aula si sviluppa il presbiterio, rialzato di alcuni gradini, ospitante l'altare maggiore e chiuso dall'abside di forma quadrangolare.
Qui sono conservate diverse opere di pregio, la maggiore delle quali è l'altare del Santissimo Crocifisso, fatto costruire nel 1750 dal feudatario Francesco II Prato e poi rivestito in marmo nel XX secolo.